# Воскресенское (Переславский район)
Воскресенское — деревня в Переславском районе Ярославской области при озерке Воскресенском.
Постоянное население на 1 января 2007 года отсутствует.

## История
В 1629—1630 годах пустошь Горицкого монастыря в Новосельском стане, принадлежавшая ранее Успенской Кубринской пустыни по приправочным книгам 1562 года. В 1753 году заселена крестьянами д. Веслево в числе 15 душ.